# Steffen Iversen
Steffen Iversen (født 10. november 1976 i Oslo, Norge) er en norsk tidligere professionel fodboldspiller. Han sidste klub i karrieren var SK Herd. Iversen lagde støvlerne på hylden i januar 2013, men valgte at vende tilbage i september 2013, og skrev kontrakt med SK Herd. Før han pensionerede som professionel, spillede han for Rosenborg BK. Han er desuden kendt for et langt ophold i engelsk fodbold hos Tottenham Hotspur og Wolverhampton Wanderers samt en sæson hos norske Vålerenga IF og Crystal Palace.
Iversen har med Rosenborg BK vundet tre, og med Vålerenga IF ét norsk mesterskab. I sin tid hos Tottenham var han desuden med til at vinde Liga Cuppen i 1999.
Iversen er søn af en anden norsk landsholdsangriber, Odd Iversen.

## International karriere
Iversen står (pr. marts 2011) noteret for 78 kampe og 21 scoringer for Norges landshold, som han debuterede for tilbage i 1998. Han var en del af den norske trup til EM i 2000 i Belgien og Holland.

## Titler
Norske Mesterskab
- 1995, 1996 og 2006 med Rosenborg BK
- 2005 med Vålerenga IF

League Cup
- 1999 med Tottenham Hotspur